# Песонен, Янне
Я́нне Та́пани Пе́сонен (фин. Janne Tapani Pesonen; 11 мая 1982, Суомуссалми, Финляндия) — бывший профессиональный финский хоккеист, нападающий. Чемпион мира 2011 года.
Четырёхкратный чемпион Финляндии (2004, 2005, 2007, 2008) в составе «Кярпята». Чемпион России 2010 года в составе казанского «Ак Барса».

## Карьера
Воспитанник клуба «Кярпят» (Оулу). В Финляндии провел также один сезон в «Хокки» (Каяани), выступавшем во второй по силе финской лиге. После восьми лет выступлений на родине уехал в клуб НХЛ «Питтсбург Пингвинз», однако закрепиться в составе «Пингвинов» Песонену не удалось: большую часть сезона он провел в фарм-клубе «Питтсбурга» — команде АХЛ «Уилкс-Барре/Скрэнтон Пингвинз», став там одним из лучших по статистическим показателям.
В 2009—2014 годах (кроме сезона 2011/12) Песонен играл в КХЛ за «Ак Барс». По ходу сезона 2009—2010 получил сложный перелом руки, после которого долго восстанавливался. Тем не менее, Песонен внес вклад в победу «Ак Барса» в финале конференции над «Салаватом Юлаевым», забросив первую шайбу в шестом и последнем матче серии.
В октябре 2020 года заявил о завершении карьеры.

## Статистика
| Легенда | Легенда                    | Легенда | Легенда                   | Легенда | Легенда    |
| ------- | -------------------------- | ------- | ------------------------- | ------- | ---------- |
| И       | Количество проведённых игр | Штр     | Штрафное время            | +/−     | Плюс-минус |
| Г       | Голы                       | П       | Голевые передачи          | О       | Очки       |
| -       | Статистика неизвестна      | —       | Статистика не учитывалась |         |            |

## Достижения

### Клубные
- Чемпион Финляндии (4): 2004, 2005, 2007, 2008
- Чемпион России (1): 2010
- Обладатель Кубка Гагарина (1): 2010
- Бронзовый призёр чемпионата Финляндии (1): 2006

### Личные
- Новичок года СМ-Лиги (1): 2003/04
- Игрок месяца СМ-Лиги (1): февраль 2008
- Лучший бомбардир регулярного сезона СМ-Лиги (1): 2008
- Лучший снайпер регулярного сезона СМ-Лиги (1): 2008
- Самый полезный игрок СМ-Лиги (1): 2008
- Лучший нападающий Кубка Первого канала (1): 2006 [5]